# Nirvania pertristis
Nirvania pertristis är en bäcksländeart som först beskrevs av František Klapálek 1916.  Nirvania pertristis ingår i släktet Nirvania och familjen jättebäcksländor. Inga underarter finns listade i Catalogue of Life.